# Kazuo Kikuchi
Kazuo Kikuchi (菊池一雄, né le 3 mai 1908 à Kyōto ; mort le 30 avril 1985) est un artiste japonais, créateur du Monument de la paix des enfants avec Kiyoshi Ikebe.